# Run (beek)
De Run is een van de vele beken die het water afvoeren van oostelijk Noord-Brabant en het Kempens Plateau. Deze beek ontspringt bij het dorp Weebosch als Aa en stroomt ten zuiden van Eersel langs het gehucht Stokkelen, waar ze de Diepreitsche Waterloop opneemt en Run gaat heten. Het brongebied van de Aa bevindt zich bij Weebosch in de voormalige Postelse Heide en heet De Weijerkens en Kraanmeer. Daarna stroomt ze langs de buurtschappen Schadewijk en Stevert, waar tot 1969 een watermolen in de Run lag: de Stevertse Watermolen. Vervolgens stroomt de Run langs het gehucht Heers. Ten zuiden van Veldhoven mondt hij uit in de Dommel, die uiteindelijk via de Dieze uitmondt in de Maas.
Vanaf de Schaiksedijk bij Schadewijk tot aan de Dommel behoort de Run tot het Natura 2000-gebied Leenderbos, Groote Heide & De Plateaux wegens het voorkomen van de drijvende waterweegbree.